# Georgiana (Alabama)
Georgiana város az USA Alabama államában, Butler megyében. Lakosainak száma 1324 fő (2020. április 1.).

## Népesség
A település népességének változása:

| 2010 | 1 738 |
| 2020 | 1 324 |

## Híres emberek
- Amasa Coleman Lee politikus és ügyvéd
- Hank Williams énekes-dalszerző és zenész